# Jiříkovec
Jiříkovec je osada, část obce Heřmaničky v okrese Benešov. Nachází se 1 km na jih od Heřmaniček. V roce 2009 zde byly evidovány čtyři adresy.
Jiříkovec leží v katastrálním území Heřmaničky o výměře 5,86 km².

## Historie
První písemná zmínka o vesnici pochází z roku 1391.

## Další fotografie

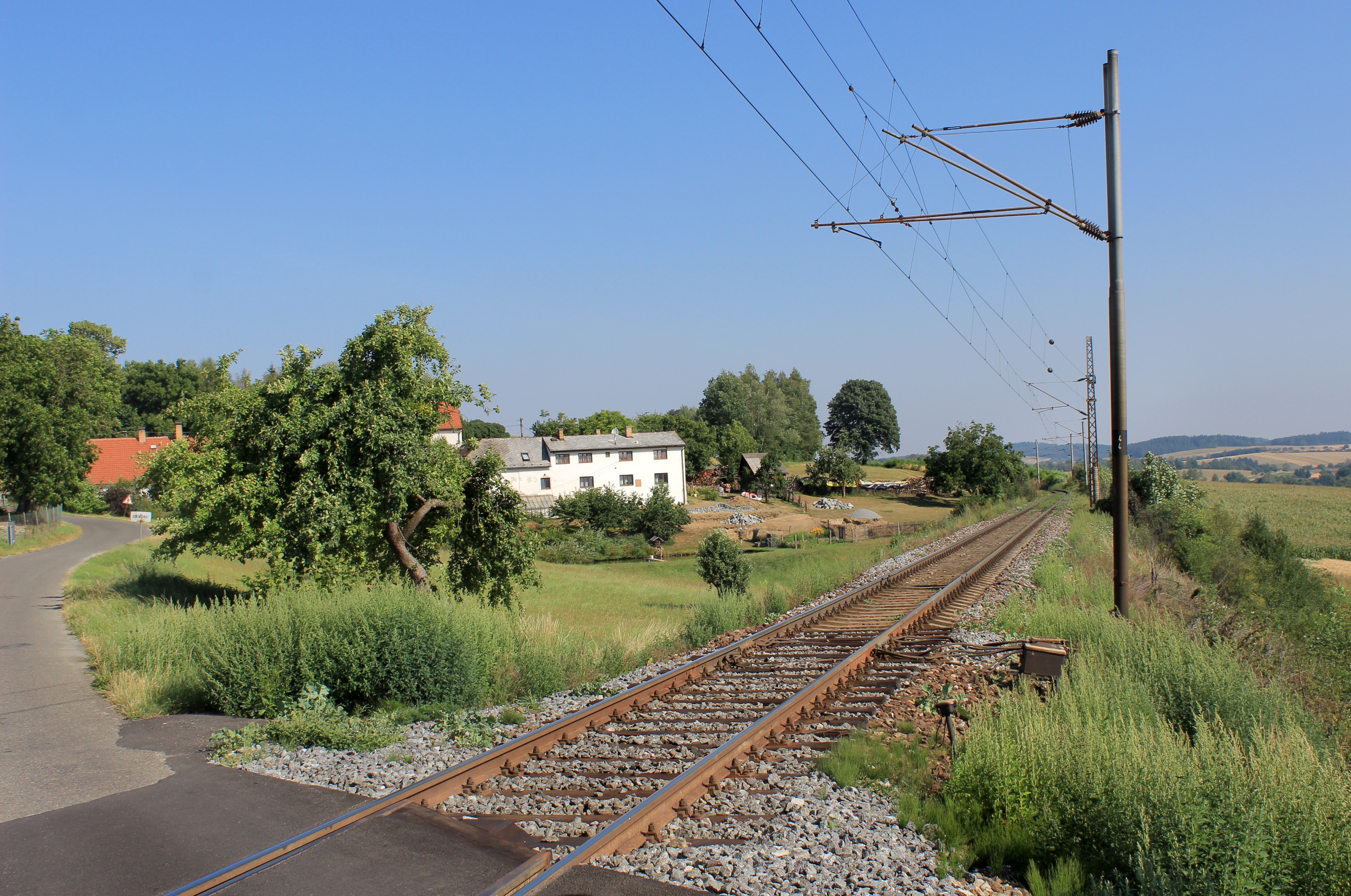
Trať Beněšov–Tábor
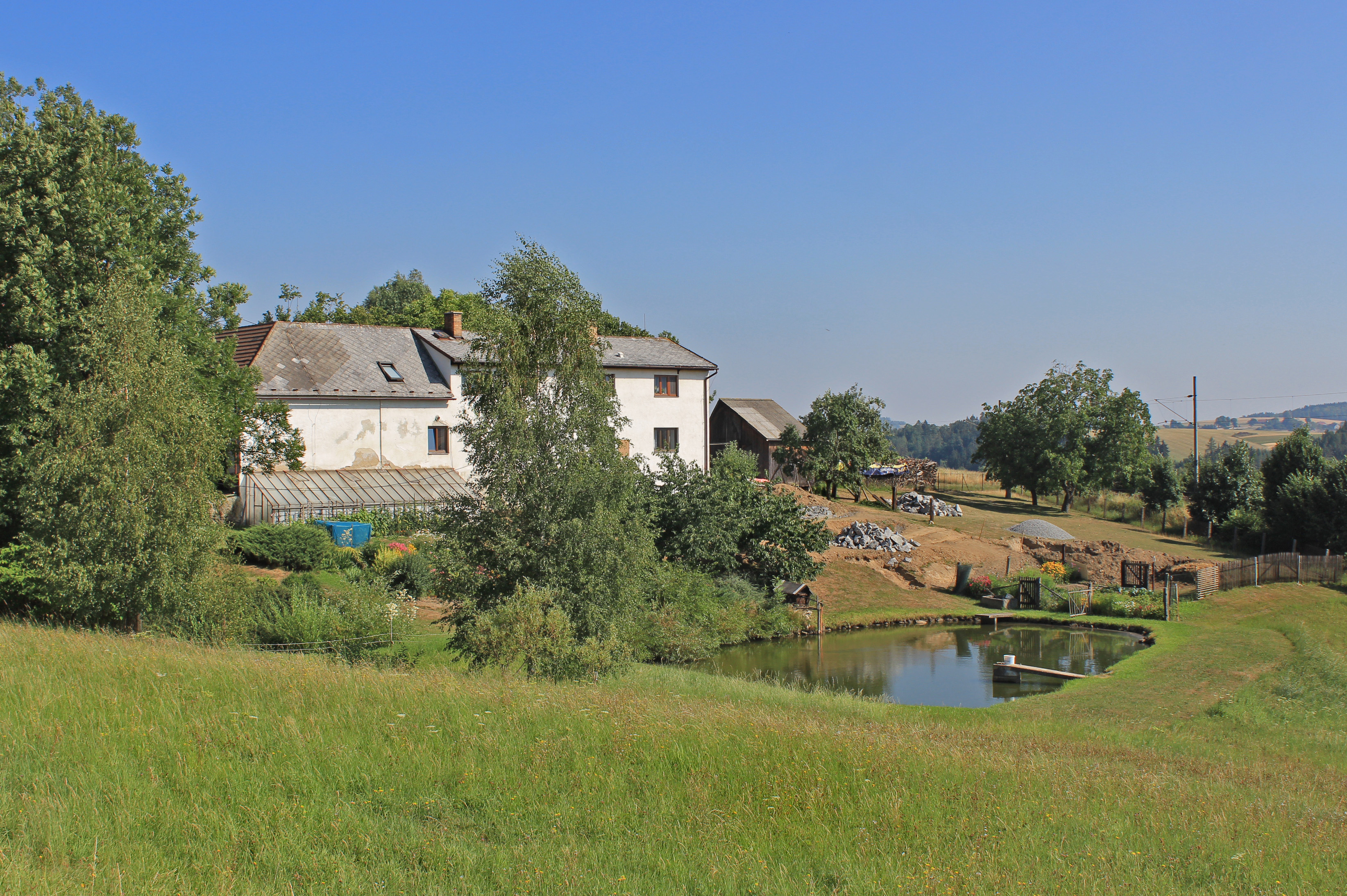
Rybníček pod vsí
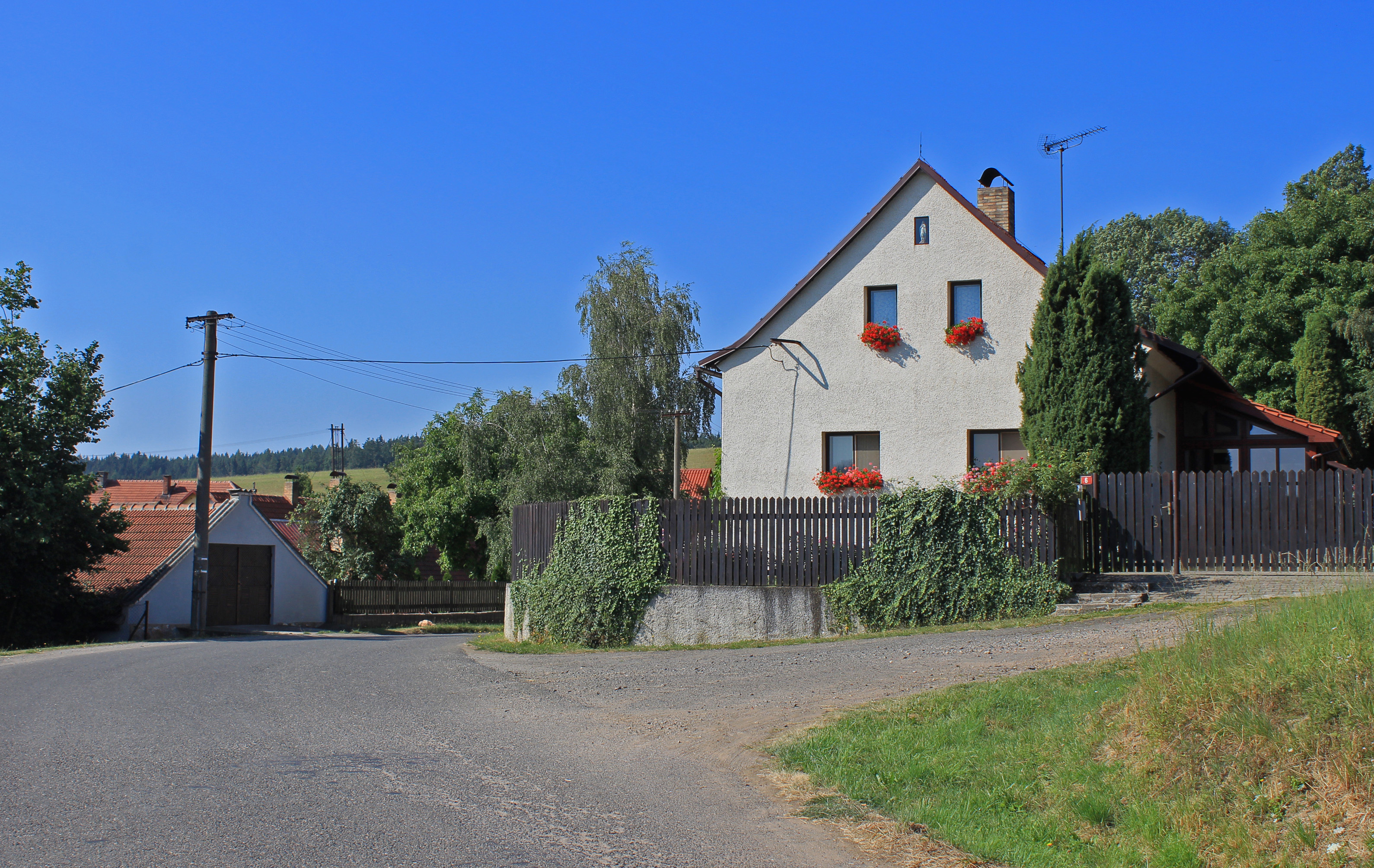
Domky v severní části
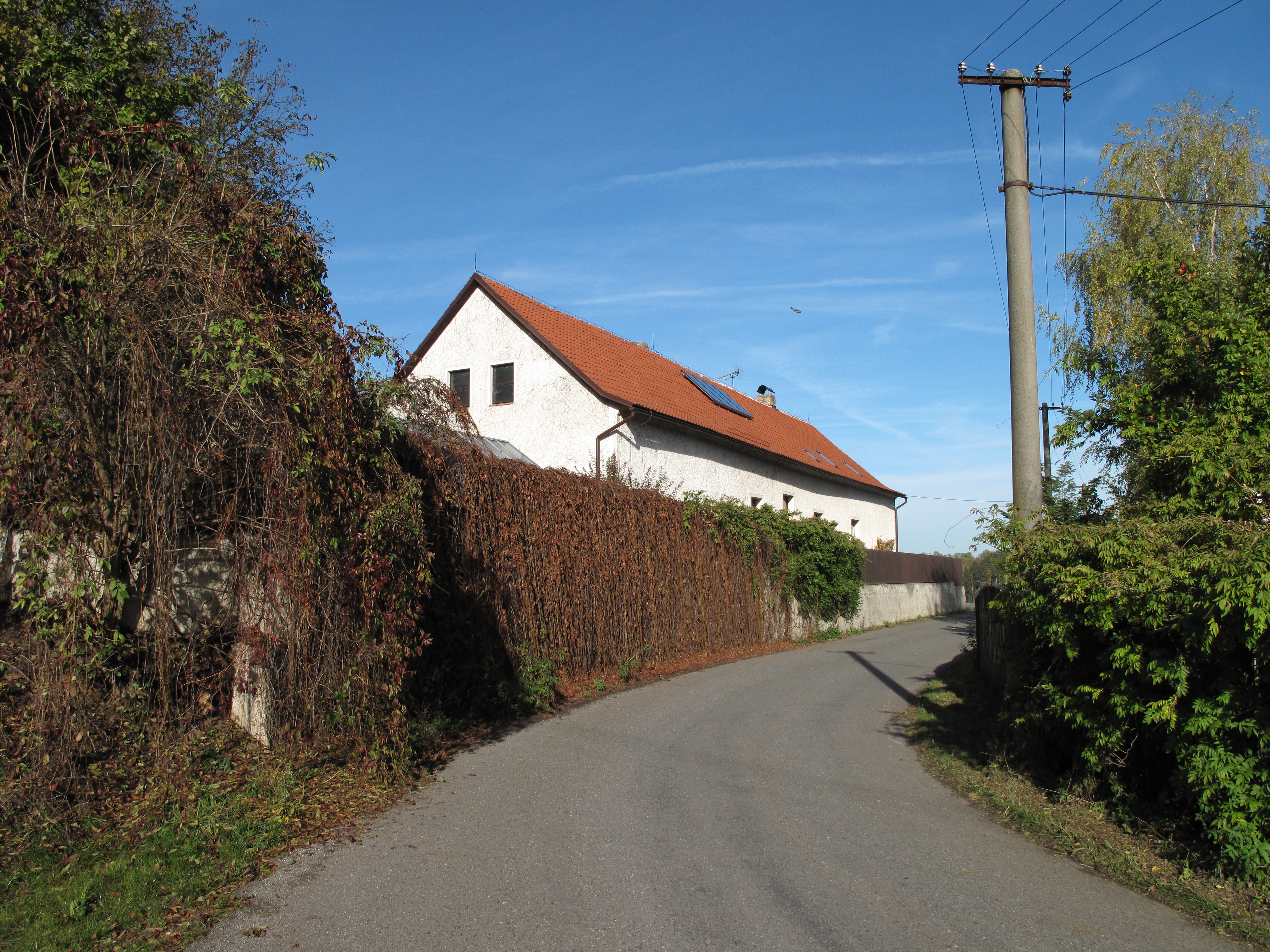
Dům v zatáčce